# Can Soler (Mataró)
Can Soler és una masia de Mataró (Maresme) protegida com a bé cultural d'interès local.

## Descripció
Antiga masia de planta longitudinal que consta de planta baixa i pis i coberta a dues aigües.
Es conserven les dovelles de l'arc de mig punt i els carreus de les finestres.